# Mont Tambuyukon
Le mont Tambuyukon ou Tamboyukon (en malais : Gunung Tambuyukon) est le troisième plus haut sommet de Malaisie à 2 579 m d'altitude. Il est situé près du mont Kinabalu. La mont est le lieu de vie d'une large variété de flore et de faune unique, en particulier du Nepenthes rajah,.